# Leichtathletik-Weltmeisterschaften 2011/10.000 m der Frauen

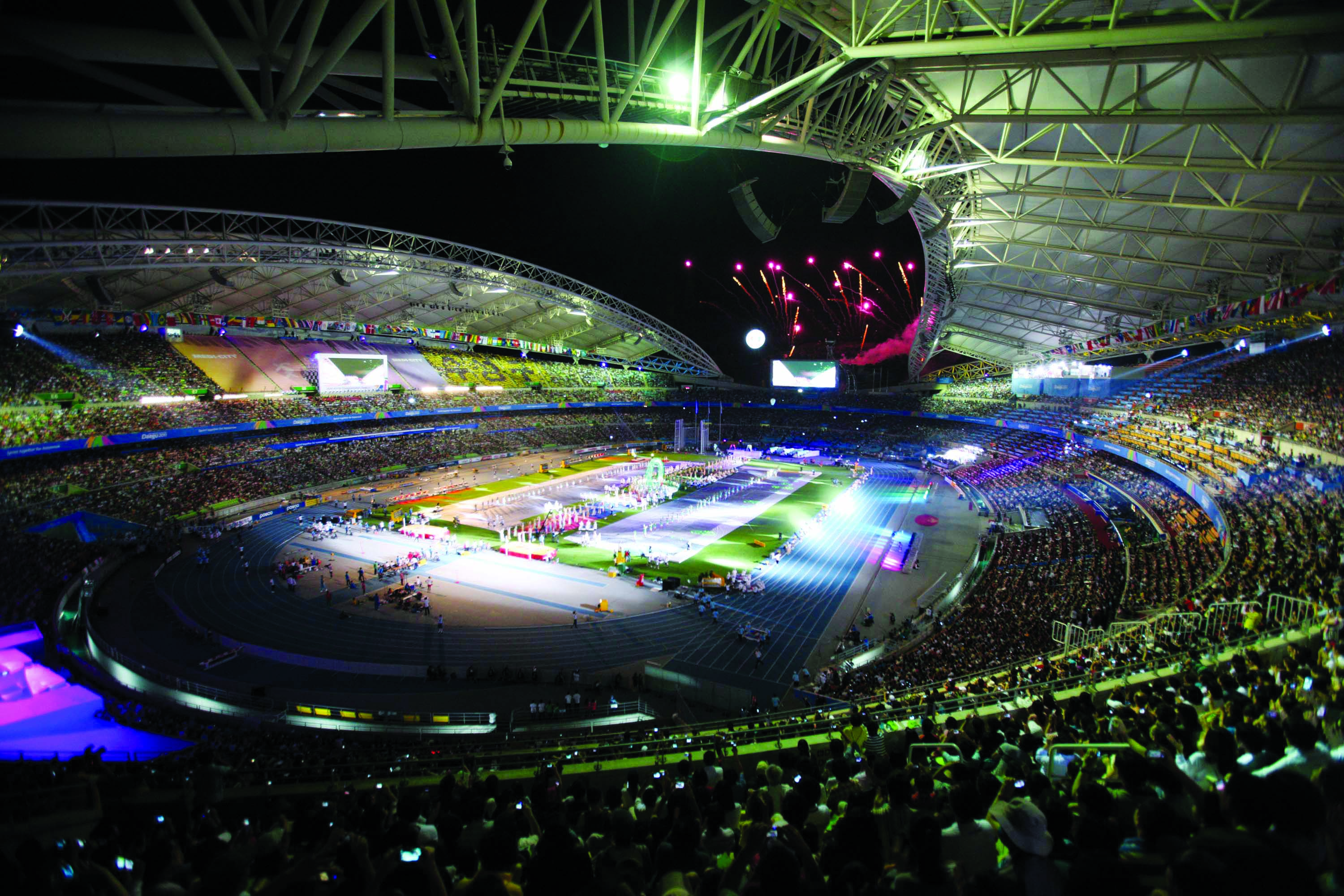
Das Daegu-Stadion im Jahr 2010

Der 10.000-Meter-Lauf der Frauen bei den Leichtathletik-Weltmeisterschaften 2011 startete am 27. August 2011 um 21:00 Uhr Ortszeit im Daegu-Stadion der südkoreanischen Stadt Daegu.
Die Langstreckenläuferinnen aus Kenia erzielten in diesem Wettbewerb einen Vierfacherfolg.

Weltmeisterin wurde Vivian Cheruiyot, die in der Vergangenheit vor allem über 5000 Meter sehr erfolgreich war. Über diese Distanz hatte sie bei den Weltmeisterschaften 2009 Gold und 2007 Silber gewonnen. Außerdem war sie 2010 Afrikameisterin geworden. Hier in Daegu gewann sie drei Tage später auch wieder Gold über 5000 Meter.

Silber ging an Sally Kipyego.

Auf den dritten Platz kam die Titelverteidigerin Linet Chepkwemoi Masai.

## Bestehende Rekorde
| Weltrekord | 29:31,78 min | Wang Junxia   | Peking, Volksrepublik China  | 8. September 1993 |
| WM-Rekord  | 30:04,18 min | Berhane Adere | WM 2003 in Paris, Frankreich | 23. August 2003   |

Der bestehende WM-Rekord wurde bei diesen Weltmeisterschaften nicht eingestellt und nicht verbessert.
Es wurde ein Landesrekord erzielt:

31:21,57 min – Shitaye Eshete, Bahrain

## Durchführung
Wie bei den Weltmeisterschaften schon seit vielen Jahren üblich, wurden keine Vorläufe in diesem Wettbewerb angesetzt, alle achtzehn Läuferinnen traten gemeinsam zum Finale an.

## Ergebnis

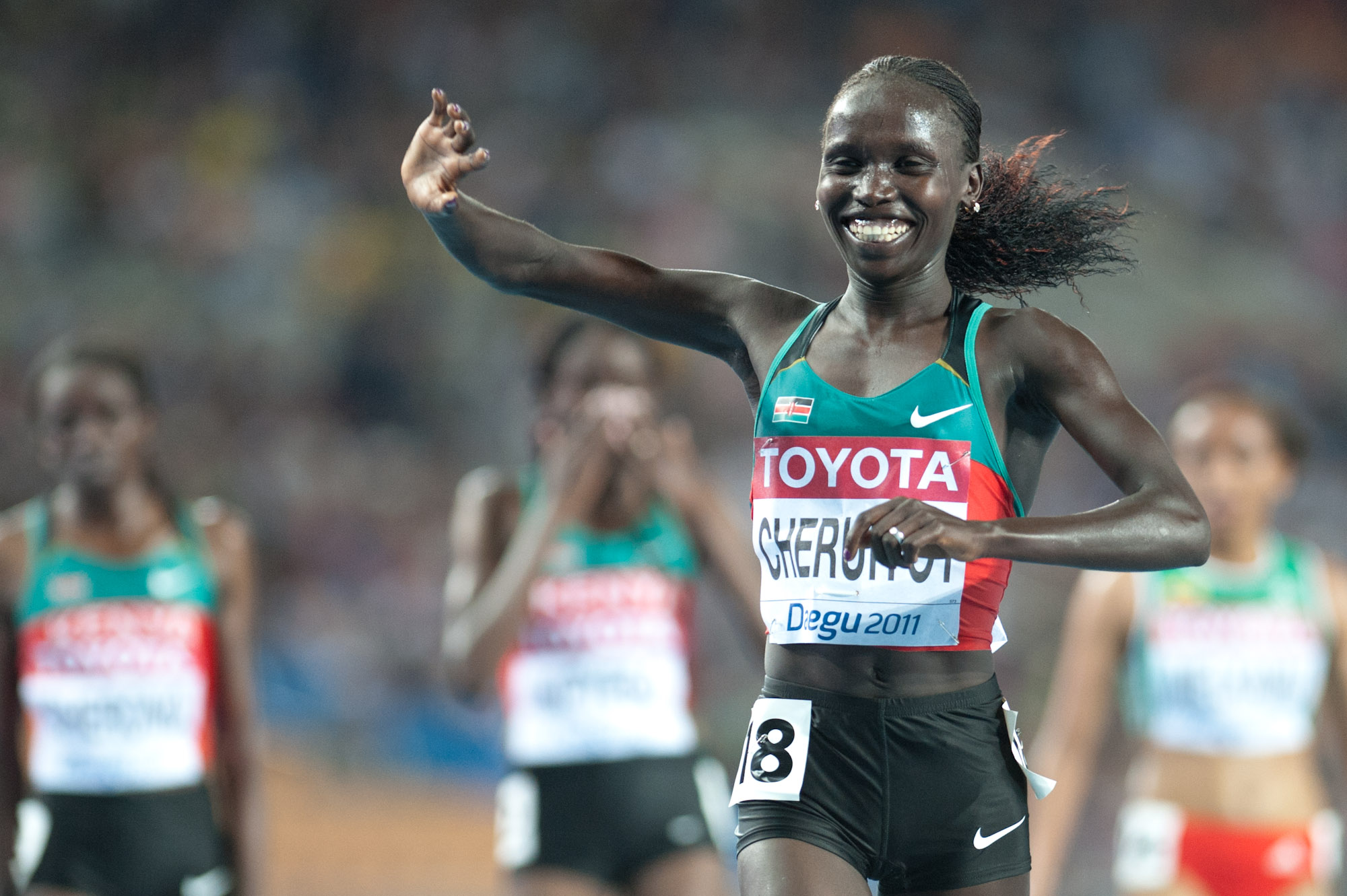
Vivian Cheruiyot – Doppelweltmeisterin über 5000 und 10.000 Meter – im Ziel

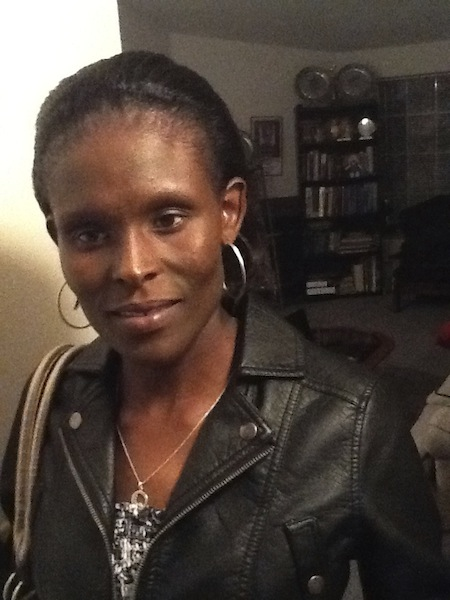
Vizeweltmeisterin Sally Kipyego

27. August 2011, 21:00 Uhr
Nach 3000 Metern übernahm die amtierende Weltmeisterin Linet Chepkwemoi Masai aus Kenia mit ihren Landsfrauen Sally Kipyego, Vivian Cheruiyot und Priscah Jepleting Cherono die Initiative. Die äthiopische Mitfavoritin Meseret Defar, die drei Tage später Bronze über 5000 Meter gewann, konnte 2000 Meter vor dem Ziel das Tempo nicht mehr mitgehen und gab auf. Anschließend wurden die äthiopischstämmige Bahrainerin Shitaye Eshete und die US-Amerikanerin Shalane Flanagan abgeschüttelt, sodass nur noch die Äthiopierin Meselech Melkamu den Kenianerinnen die Medaillen streitig machen konnte. Crosslauf-Weltmeisterin Vivian Cheruiyot führte zu Beginn der letzten 400 Meter und sicherte sich mit einer Schlussrunde von 61 Sekunden souverän den Titel.
| Platz | Athletin                  | Land       | Zeit (min)  |
| ----- | ------------------------- | ---------- | ----------- |
|       | Vivian Cheruiyot          | Kenia      | 30:48,98 PB |
|       | Sally Kipyego             | Kenia      | 30:50,04    |
|       | Linet Chepkwemoi Masai    | Kenia      | 30:53,59 SB |
| 04    | Priscah Jepleting Cherono | Kenia      | 30:56,43 PB |
| 05    | Meselech Melkamu          | Äthiopien  | 30:56,55 SB |
| 06    | Shitaye Eshete            | Bahrain    | 31:21,57 NR |
| 07    | Shalane Flanagan          | USA        | 31:25,57    |
| 08    | Dulce Félix               | Portugal   | 31:37,03    |
| 09    | Jennifer Rhines           | USA        | 31:47,59    |
| 10    | Jéssica Augusto           | Portugal   | 32:06,68 SB |
| 11    | Tigist Kiros              | Äthiopien  | 32:11,37    |
| 12    | Christelle Daunay         | Frankreich | 32:22,20    |
| 13    | Kara Goucher              | USA        | 32:29,58    |
| 14    | Hikari Yoshimoto          | Japan      | 32:32,22    |
| 15    | Kayo Sugihara             | Japan      | 32:53,89    |
| 16    | Krisztina Papp            | Ungarn     | 32:56,02    |
| 17    | Megumi Kinukawa           | Japan      | 34:08,37 SB |
| DNF   | Meseret Defar             | Äthiopien  |             |
| DNS   | Eloise Wellings           | Australien |             |

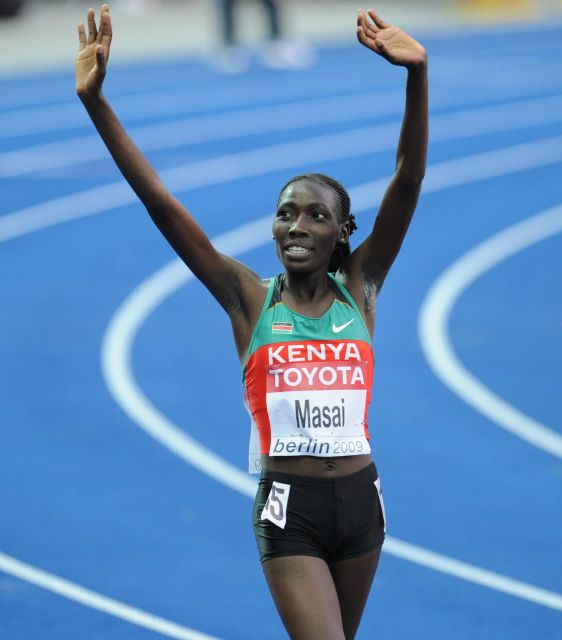
Für Titelverteidigerin Linet Chepkwemoi Masai gab es diesmal Bronze
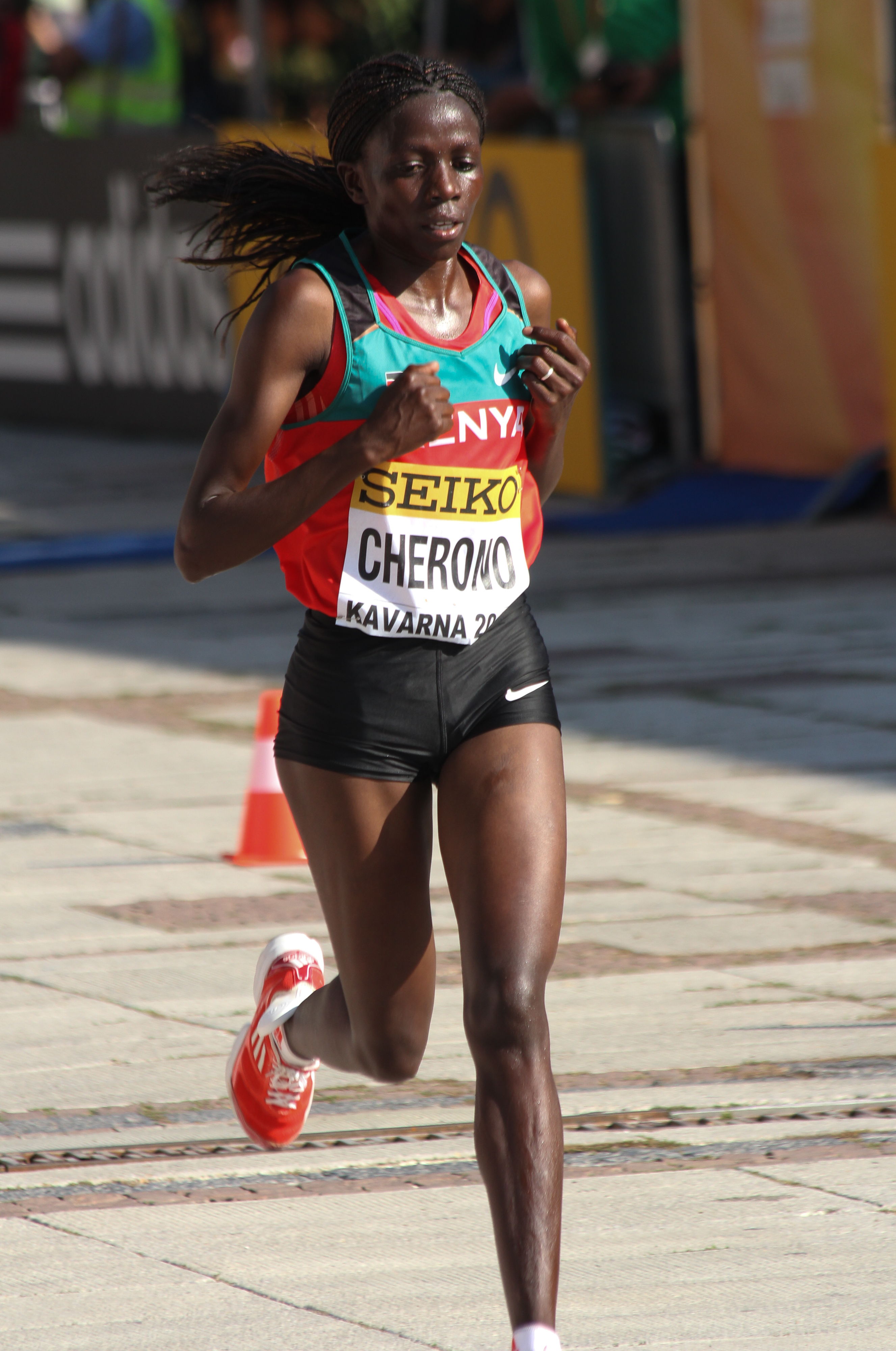
Priscah Jepleting Cherono erreichte Platz vier
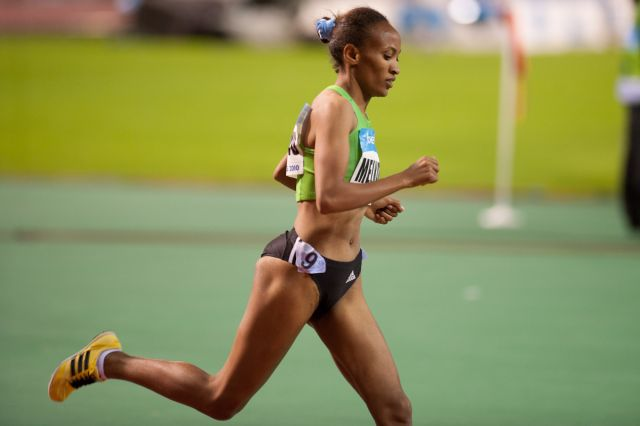
Meselech Melkamu belegte Rang fünf
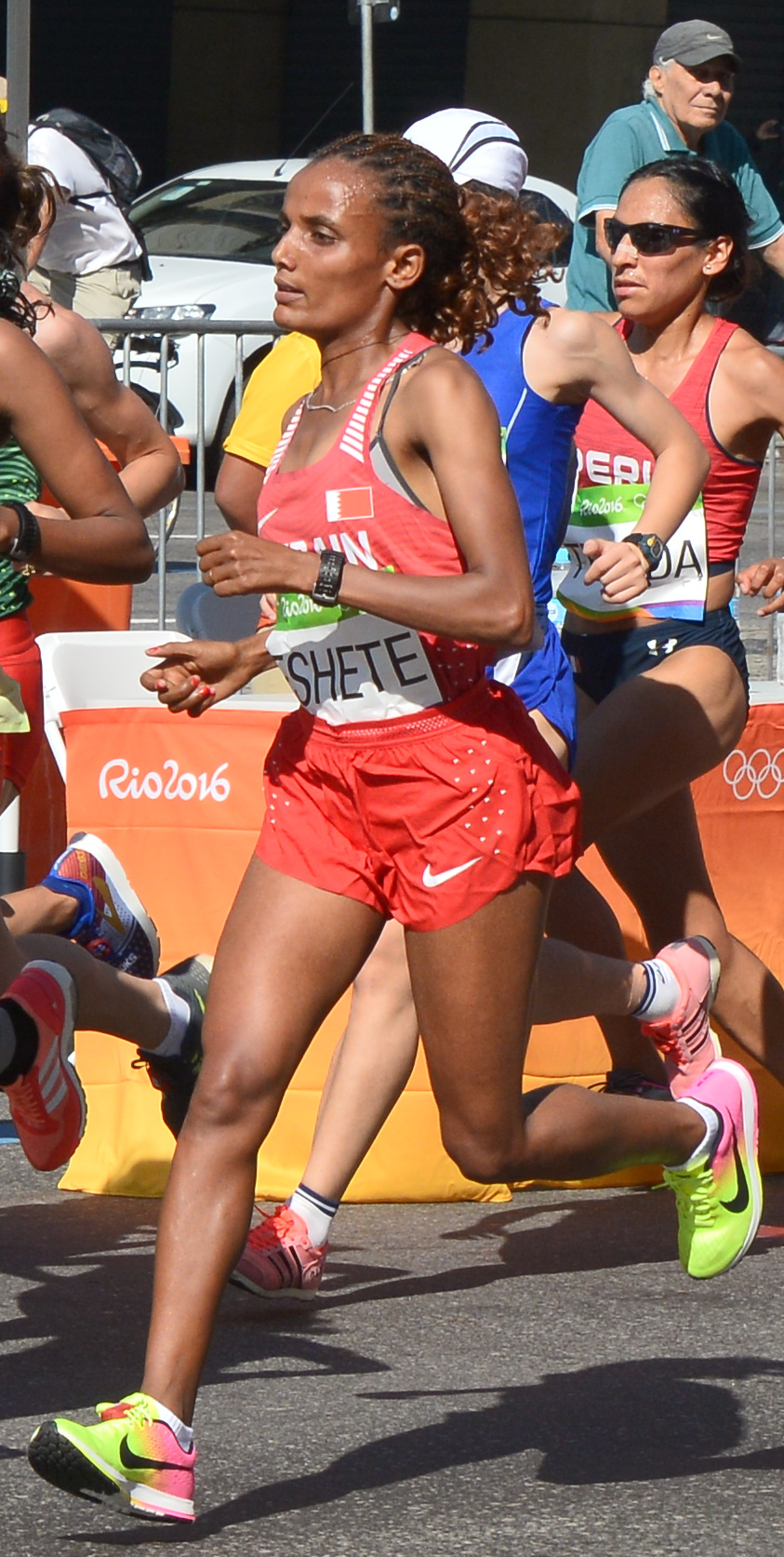
Shitaye Eshete kam auf den sechsten Platz
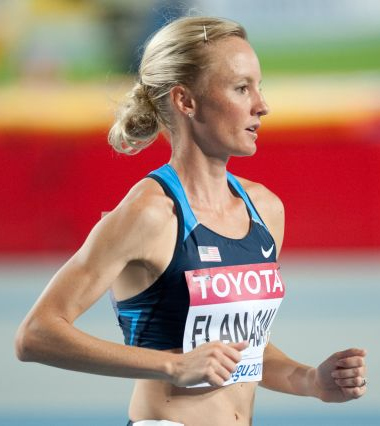
Shalane Flanagan – Rang sieben
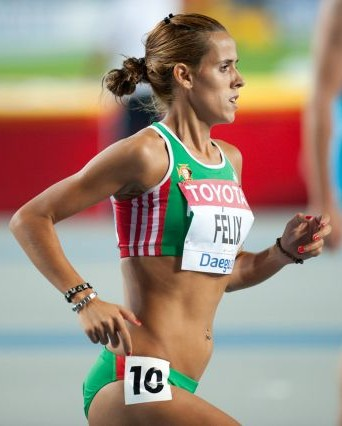
Die achtplatzierte Dulce Félix
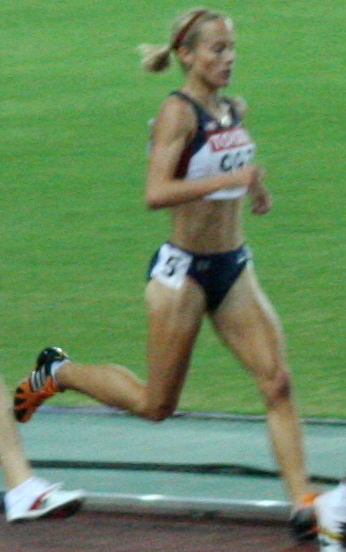
Rang neun für Jennifer Rhines
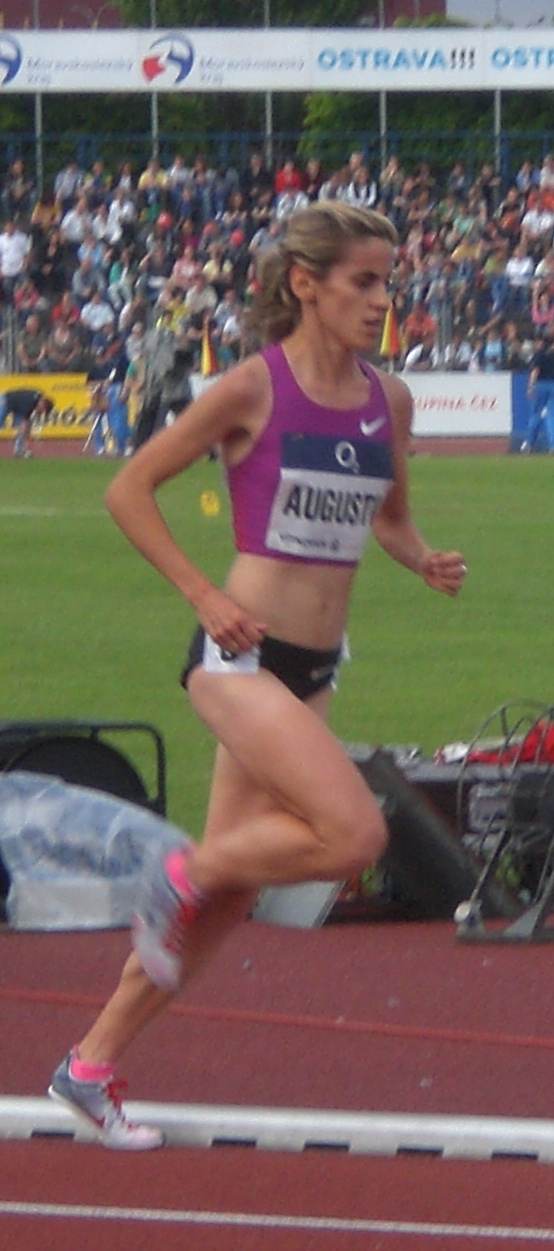
Jessica Augusto wurde Zehnte
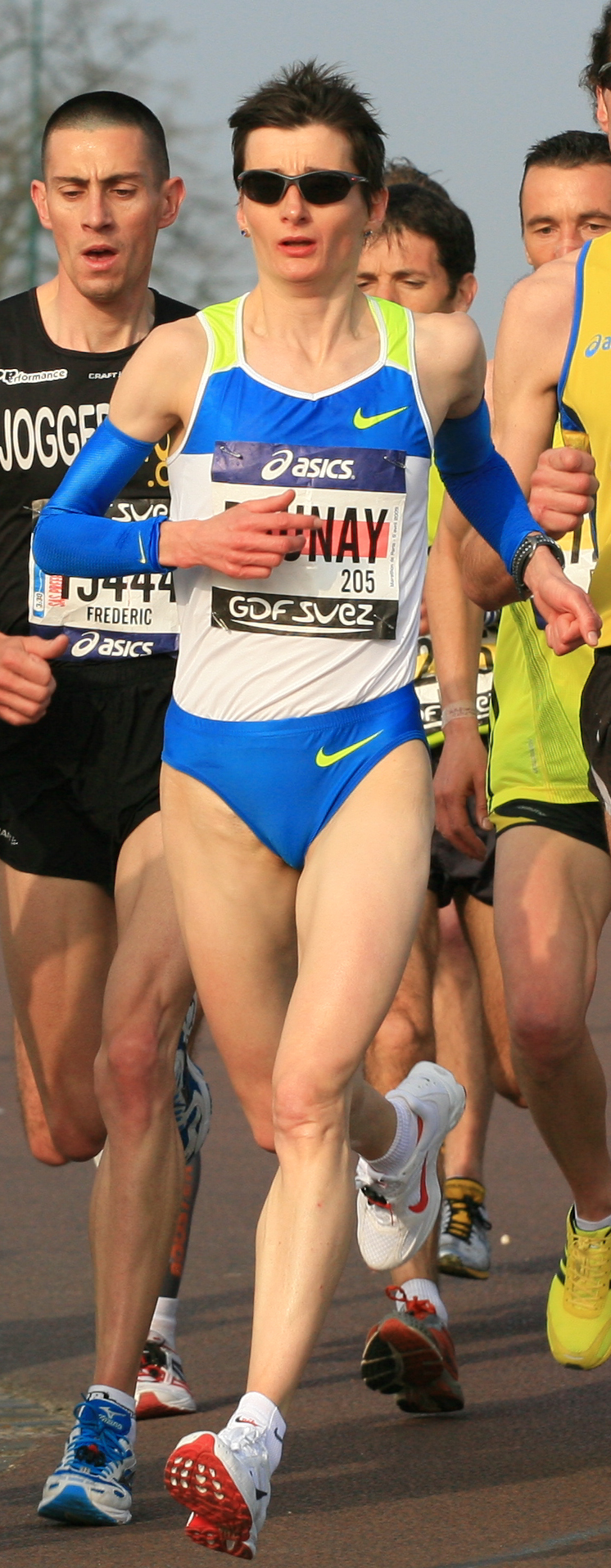
Christelle Daunay – Rang zwölf
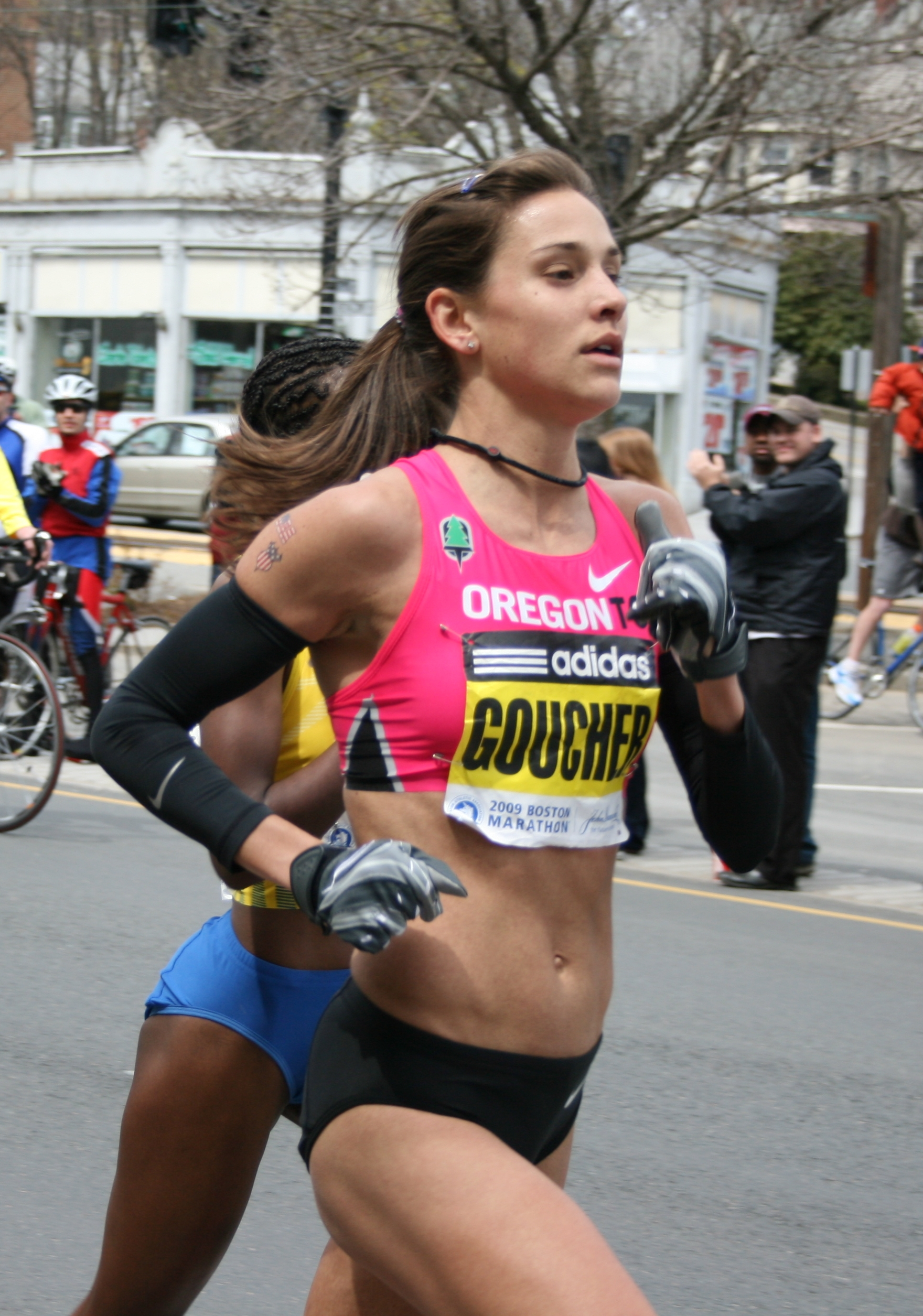
Kara Goucher – Rang dreizehn
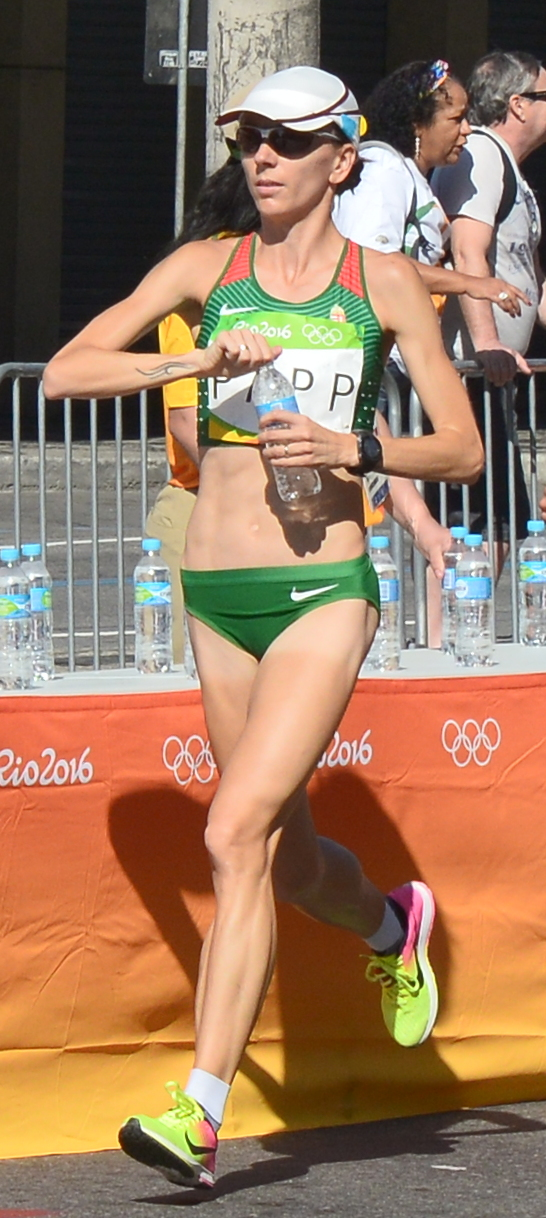
Krisztina Papp – Rang sechzehn
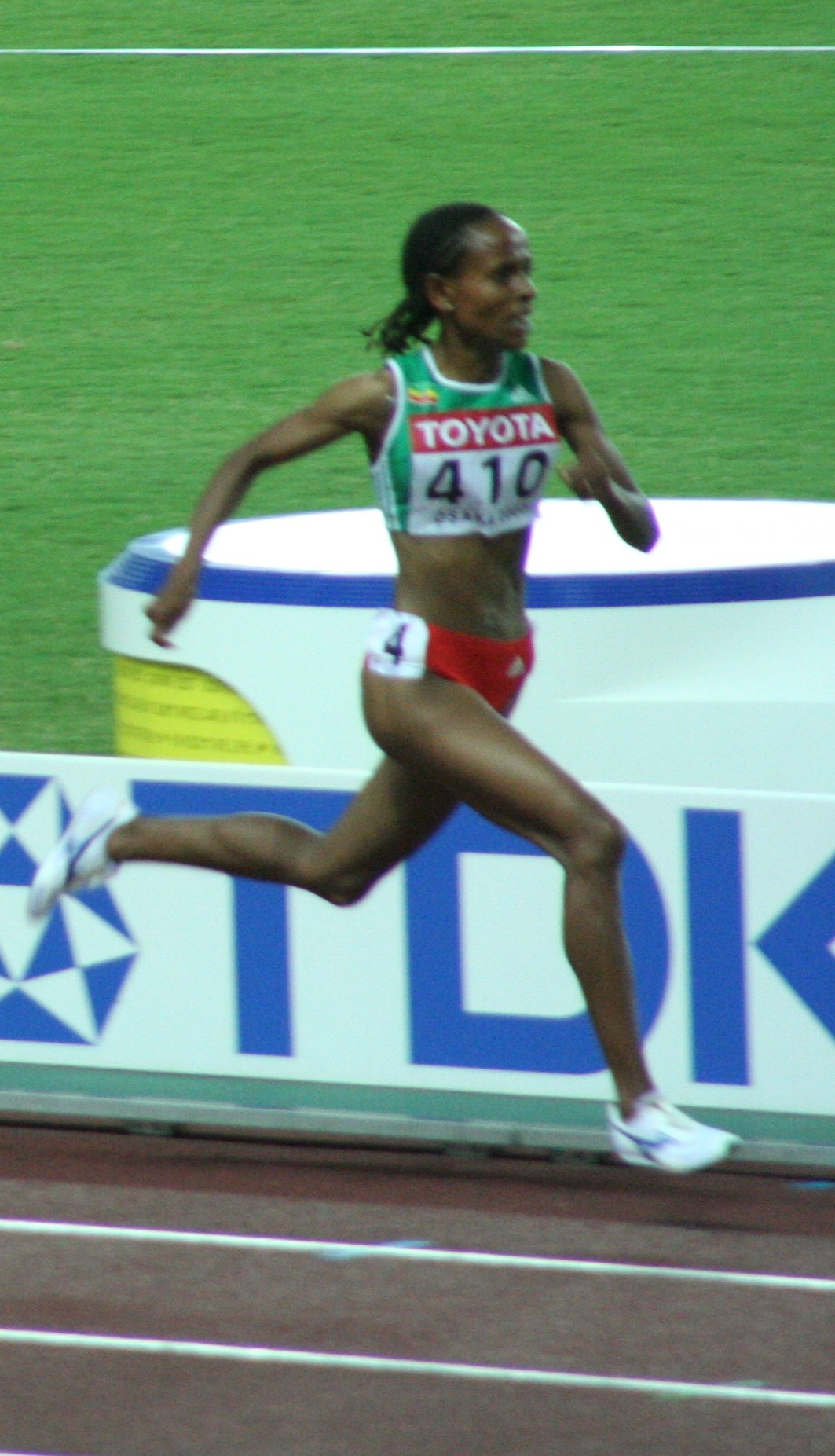
Meseret Defar – Rennen nicht beendet

## Video
- Winning Moment | Women's 10,000m | IAAF World Championships Daegu 2011, youtube.com, abgerufen am 4. Januar 2021